# Lech Kaczyński
Lech Aleksander Kaczyński (18. června 1949 Varšava – 10. dubna 2010 Smolensk) byl polský politik a prezident. Mezi lety 2002 a 2005 byl primátorem Varšavy. Jeho bratr
– dvojče Jarosław Kaczyński, je předsedou strany Právo a spravedlnost (Prawo i Sprawiedliwość) a bývalým premiérem Polska.
Zahynul 10. dubna 2010 při letecké havárii u Smolenska.

## Životopis
Lech Kaczyński se narodil ve Varšavě, jeho otec Rajmund Kaczyński byl inženýr, příslušník Zemské armády a účastník Varšavského povstání, matka Jadwiga Kaczyńská byla polská filoložka. V dětství společně se svým bratrem Jarosławem, jednovaječným dvojčetem, účinkovali v dětském filmu O dwóch takich, co ukradli księżyc. Vystudoval práva na Varšavské univerzitě, od roku 1971 byl asistentem na katedře pracovního práva Gdaňské univerzity, doktorát získal v roce 1980, habilitoval o deset let později a následně přednášel jako profesor práva na Gdaňské univerzitě a varšavské univerzitě kardinála Stefana Wyszyńského.
V roce 1971 se odstěhoval do Gdaňsku, kde se stal v roce 1977 prostřednictvím svého bratra spolupracovníkem Výboru na obranu dělníků (KOR). Od roku 1978 pracoval v nezávislých odborech Wolne Związki Zawodowe Wybrzeża, které se později staly základem pro Nezávislé odborové hnutí Solidarita. V roce 1981 se stal delegátem Solidarity a členem její programové komise. Po zavedení válečného stavu byl v prosinci 1981 zadržen policií a vězněn až do října 1982.
V druhé polovině 80. let byl blízkým spolupracovníkem Lecha Wałęsy a od roku 1988 se účastnil rozhovorů mezi vládními představiteli a Solidaritou, v roce 1989 byl účastníkem jednání mezi polskou vládou, opozicí a církví u tzv. kulatého stolu.
V letech 1989 až 1991 byl senátorem a poté 1991 až 1993 poslancem Sejmu. V roce 1991 byl bezpečnostním poradcem prezidenta Lecha Wałęsy, po konfliktu s Wałęsou a šéfem jeho kanceláře ale odešel. Od roku 1992 do 1995 byl předsedou Nejvyššího kontrolního úřadu. V roce 1995 kandidoval na prezidenta, ale odstoupil ještě před prvním kolem voleb. Vyhlásil ochotu podporovat koholiv, kdo by měl šanci porazil Lecha Wałęsu.
V roce 2000 se stal ministrem spravedlnosti ve vládě Jerzyho Buzka. Ve stejném roce spoluzaložil politickou stranu Právo a spravedlnost (PiS), do roku 2003 byl jejím předsedou, později čestným předsedou.
V roce 2002 byl zvolen v přímých volbách primátorem Varšavy. Na funkci rezignoval v roce 2005 den před tím, než převzal úřad prezidenta. Během jeho působení v čele města bylo během oslav 60. výročí Varšavského povstání otevřeno museum povstání, město zřídilo také oddělení služeb občanům. Jako primátor v letech 2004 a 2005 zakázal Průvody rovnosti, manifestace pořádané LGBT organizacemi, oficiálně proto, že organizátoři nedali městu podklady potřebné k povolení manifestace. Kontroverzní zákaz byl kritizován, byla zpochybňována jeho shoda s polskou ústavou a byl obviňován z homofobie. V roce 2007 Evropský soud pro lidská práva rozhodl o tom, že orgány města svým rozhodnutím porušily evropskou konvenci práv člověka.
V roce 2005 kandidoval za stranu PiS v prezidentských volbách. V prvním kole přímé volby skončil druhý za Donaldem Tuskem ze strany Občanská platforma. Zvítězil 23. října 2005 ve druhém kole voleb se ziskem 54,04% hlasů poté, co získal podporu rádia Maryja a politických stran Samoobrana a Polská lidová strana. Prezidentem se stal 23. prosince 2005.

### Tragická smrt
Lech Kaczyński zahynul se svou manželkou a dalšími čelnými politiky a vojáky Polska 10. dubna 2010 při leteckém neštěstí u Smolenska, když letěl do Ruska uctít památku Poláků zavražděných během Katyňského masakru.
Pohřben byl i s manželkou 19. dubna 2010 v Krakově na královském hradě Wawel, což vyvolalo určité kontroverze. Mnozí si kladli otázky, zda zásluhy prezidenta byly takové, aby byl pohřben na natolik historicky významném místě, a zda by neměl být pohřben ve Varšavě, kde se narodil a kde byl primátorem.
Pohřbu se zúčastnil i český prezident Václav Klaus. Delegace cestovala do Krakova z Prahy vlakem.

## Fotogalerie

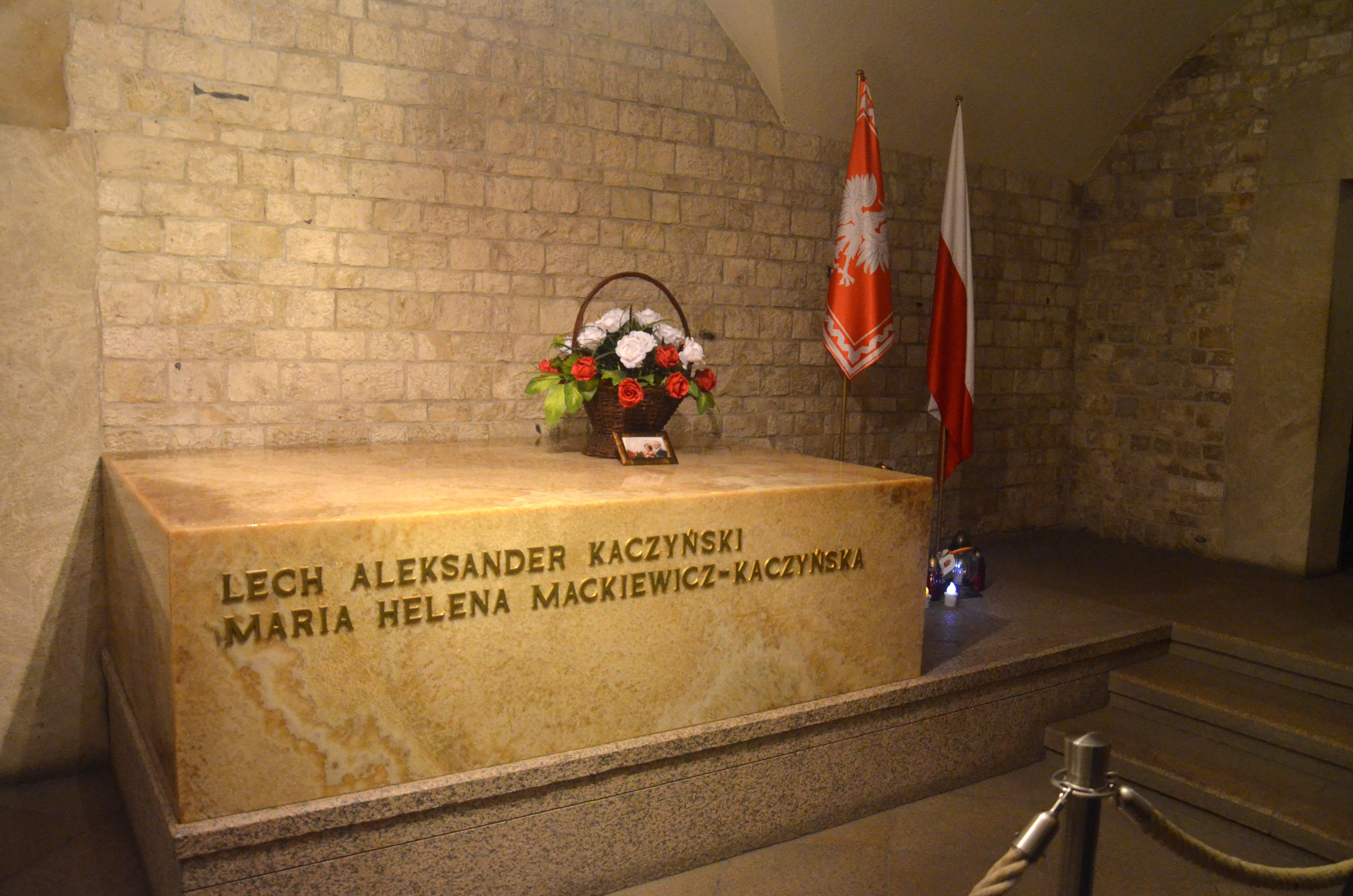
Hrob Lecha Kaczyńského a Marie Kaczyńské na Wawelu (Krakov, 2010)
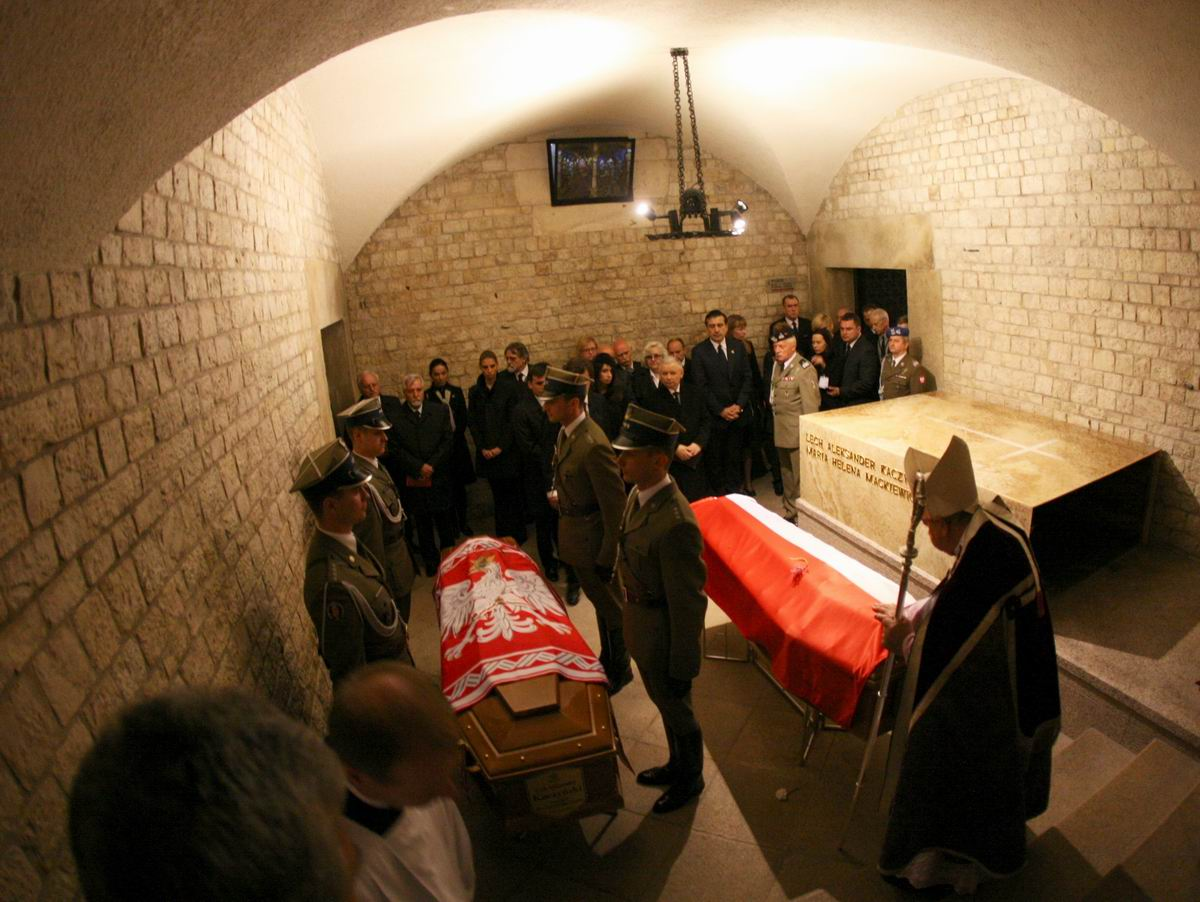
Pohřeb prezidenta L. Kaczyńského a jeho ženy na Wawelu (2010)
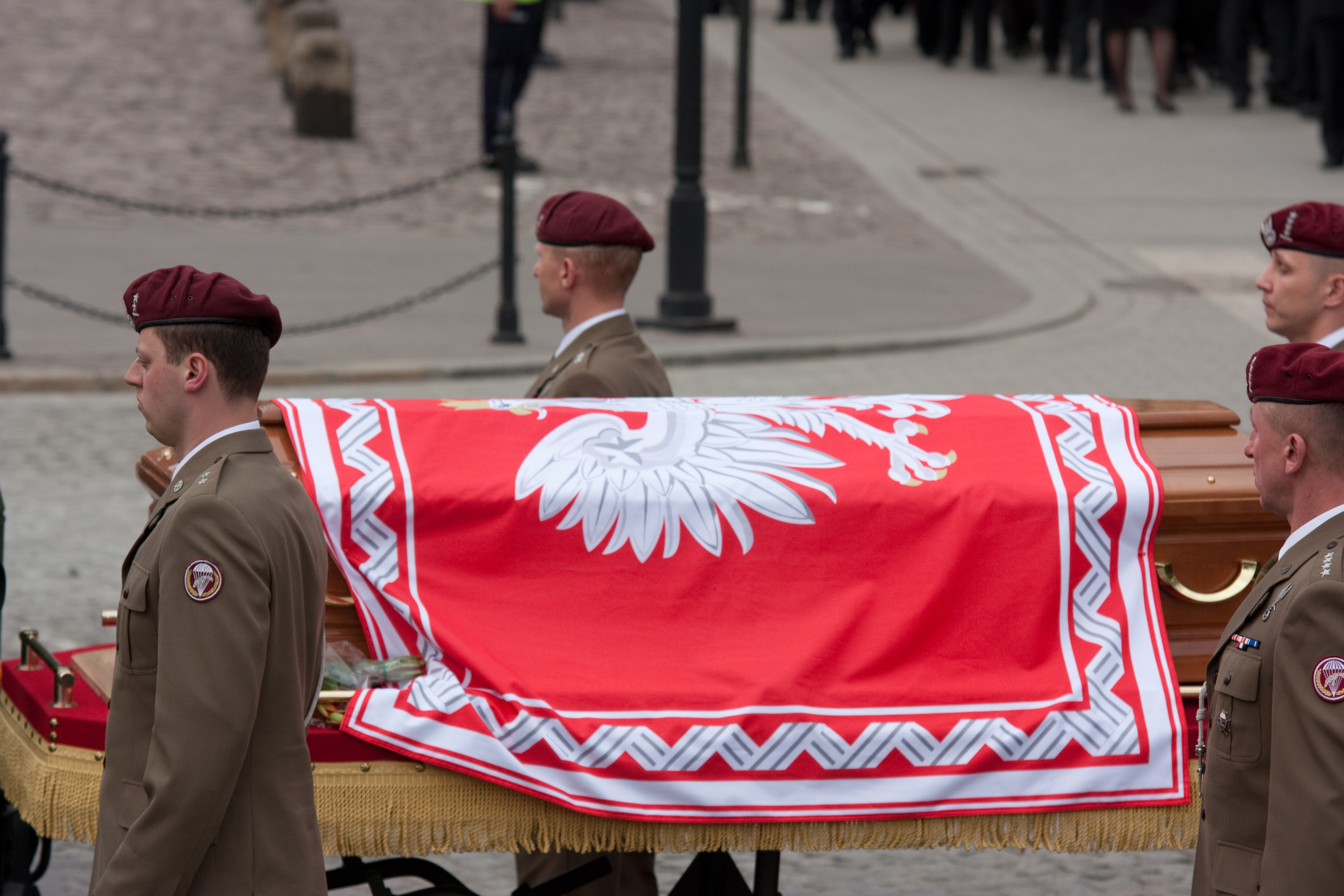
Pohřeb prezidenta Lecha Kaczyńského (2010)
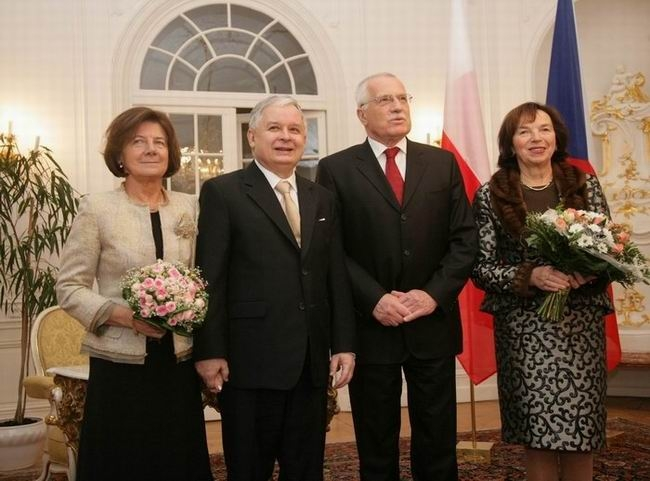
Prezidenti Polska a České republiky s manželkami (2007)
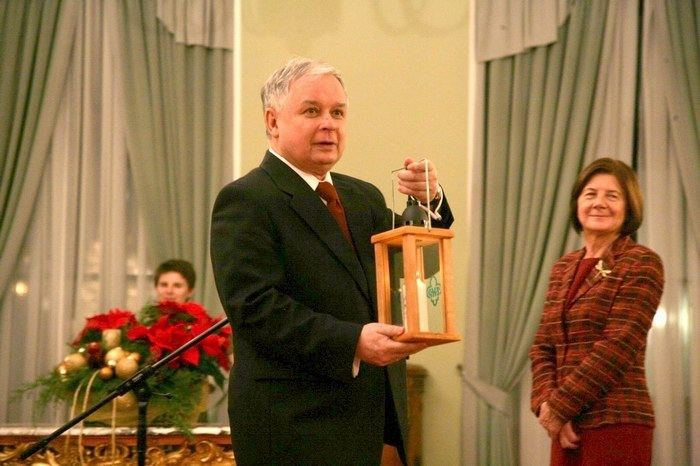
Lech Kaczyński a Maria Kaczyńska s Betlémským světlem (2007)
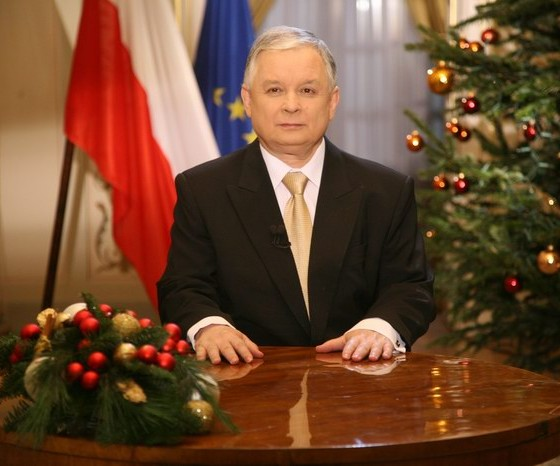
Polský prezident Lech Kaczynski (2007)
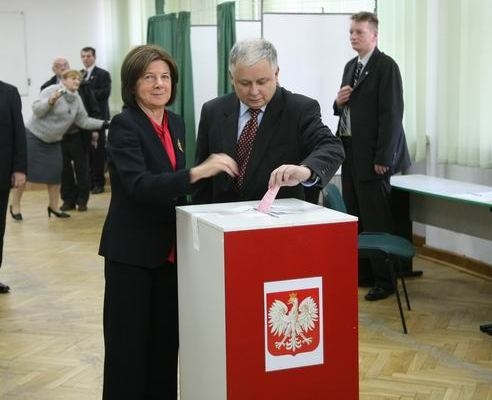
Lech Kaczyński a jeho žena Maria Kaczyńska (2006)

## Zahraniční delegace na státním pohřbu
| stát        | zastoupený |
| ----------- | --- |
| Arménie     | Předseda parlamentu Hovik Abrahamjan                                                                                        |
| Ázerbájdžán | Premiér Artur Rasizadə |
| Bělorusko   | Předseda Senátu Barys Batura                                                                                                |
| Česko       | Prezident Václav Klaus První dáma Livia Klausová Premiér Jan Fischer Arcibiskup pražský Dominik Duka                        |
| Estonsko    | Premiér Andrus Ansip |
| Gruzie      | Prezident Michail Saakašvili První dáma Sandra Roelofs                                                                      |
| Kosovo      | Prezident Fatmir Sejdiu |
| Lotyšsko    | Prezident Valdis Zatlers |
| Litva       | Prezidentka Dalia Grybauskaitė                                                                                              |
| Maďarsko    | Prezident László Sólyom Premiér Gordon Bajnai expremiér Viktor Orbán                                                        |
| Moldavsko   | Prozatímní prezident Mihai Ghimpu                                                                                           |
| Maroko      | Premiér Abbas El Fassi |
| Německo     | Prezident Horst Köhler První dáma Eva Köhlerová Vicekancléř a ministr zahraničí Guido Westerwelle                           |
| Rumunsko    | Prezident Traian Băsescu |
| Rusko       | Prezident Dmitrij Medveděv Ministr zahraničí Sergej Lavrov                                                                  |
| Slovensko   | Prezident Ivan Gašparovič První dáma Silvia Gašparovičová Premiér Robert Fico Předseda parlamentu Pavol Paška               |
| Slovinsko   | Prezident Danilo Türk |
| Ukrajina    | Prezident Viktor Janukovyč Exprezident Viktor Juščenko Expremiérka Julija Tymošenková Ministr zahraničí Kosťantyn Hryščenko |

## Vyznamenání
- velkokříž s řetězem Maltézského záslužného řádu – Suverénní řád Maltézských rytířů, 14. května 2007[8]
- řetěz Řádu krále Abd al-Azíze – Saúdská Arábie, 25. června 2007[8]
- Vítězný řád svatého Jiří – Gruzie, 23. listopadu 2007[8]
- Řád knížete Jaroslava Moudrého I. třídy – Ukrajina, 6. prosince 2007[8]
- velkokříž s řetězem Řádu bílé růže – Finsko, 2008[9]
- Velký řád krále Tomislava – Chorvatsko, 10. ledna 2008[10]
- velkokříž s řetězem Řádu prince Jindřicha – Portugalsko, 1. září 2008[8][11][12]
- Národní řád za zásluhy – Malta, 26. ledna 2009[13]
- Řád bílého dvojkříže I. třídy – Slovensko, 21. února 2009 – udělil prezident Ivan Gašparovič[14][15]
- velkokříž s řetězem Záslužného řádu Maďarské republiky – Maďarsko, 18. března 2009[8]
- velkokříž Řádu Vitolda Velikého se zlatým řetězem – Litva, 15. dubna 2009[16][17]
- Řád Hejdara Alijeva – Ázerbájdžán, 2. července 2009[18][8]
- velkokříž s řetězem Řádu rumunské hvězdy – Rumunsko, 7. října 2009
- Řád Bílého lva I. třídy s řetězem – Česko, 21. ledna 2010[19][20]
- Řád národního hrdiny in memoriam – Gruzie, 10. dubna 2010[21]
- velkokříž Řádu znovuzrozeného Polska – Polsko